# HD 88987
HD 88987，又名BD+18 2338，SAO 99032、HR 4028，是一颗恒星，视星等为6.55，位于銀經219.37，銀緯53.09，其B1900.0坐标为赤經10h 10m 49.3s，赤緯+18° 53.09′ 17″。